# Fred Ebb
Fred Ebb (n. 8 aprilie 1928, New York City, New York, SUA – d. 11 septembrie 2004, New York City, New York, SUA) a fost un textier american de teatru muzical care a realizat mai multe colaborări de succes cu compozitorul John Kander. Kander și Ebb au făcut frecvent o echipă care a scris piesele muzicale interpretate de cântăreți prestigioși ca Liza Minnelli și Chita Rivera.

## Începutul carierei
Ebb s-a născut în Manhattan, în familia Annei Evelyn (născută Gritz) și a lui Harry Ebb. El a avut două surori, Norma și Estelle. A lucrat la începutul anilor 1950 la o fabrică de pantofi pentru copii, ca ajutor de camionagiu, și a fost angajat la biroul de credit al unui supermagazin și la o fabrică de ciorapi. A absolvit Universitatea din New York cu o diplomă de licență în literatura engleză și a obținut, de asemenea, o diplomă de master în limba și literatura engleză la Universitatea Columbia.
Unul dintre primii săi colaboratori a fost Phil Springer, iar un cântec pe care l-au scris împreună („I Never Loved Him Anyhow”) a fost înregistrat de către Carmen McRae în 1956. Un alt cântec pe care Ebb l-a scris în colaborare cu Springer a fost „Heartbroken” (1953), care a fost înregistrat de către Judy Garland, mama viitoarei sale protejate, Liza Minnelli. Alte cântece scrise de echipa Springer-Ebb sunt includ „Moonlight Gambler” și „Nevertheless I Never Lost the Blues”. „Don't Forget”,  scris în colaborare cu Norman Leyden, a fost înregistrat de cântăreața Eddy Arnold în 1954.
Primul său angajament teatral l-a constituit scrierea versurilor cântecelor pentru spectacolul de revistă Baker's Dozen  în 1951. El a scris cântece împreună cu Norman Martin pentru spectacolul de revistă Put It in Writing (1962). A colaborat, de asemenea, cu compozitorul Paul Klein de la începutul anilor 1950, scriind cântece pentru spectacolul de cabaret Isn't America Fun (1959) și pentru spectacolul de revistă de pe BroadwayFrom A to Z (1960), regizat de Christopher Hewett. Împreună cu Klein, Ebb a scris primul său libret pentru un muzical, Morning Sun. Bob Fosse a fost desemnat inițial ca regizor, dar s-a retras în cele din urmă din proiect și spectacolul nu a mai avut succes.

## Kander și Ebb
Editorul muzical Tommy Valando le-a făcut cunoștință lui Ebb și Kander în 1962. După câteva cântece precum „My Coloring Book”, Kander și Ebb au compus musicalul Golden Gate, care nu a fost produs niciodată. Cu toate acestea, calitatea muzicii l-a convins pe producătorul Harold Prince să-i angajeze pentru prima lor producție profesională, musicalul Flora the Red Menace, inspirat de romanul Love is Just Around the Corner  al lui Lester Atwell și regizat de George Abbott. Deși Liza Minnelli a obținut un premiu Tony, spectacolul a fost oprit după un număr mic de reprezentații.
A doua lor colaborare, Cabaret, a avut cu mult mai mult succes, fiind reprezentată în 1.165 de spectacole. Regizat de Prince și inspirat din piesa I Am a Camera (care, la rândul său, era inspirată de o scriere a lui Christopher Isherwood) a lui John Van Druten, muzicalul era jucat de Jill Haworth în rolul Sally Bowles, Bert Convy în rolul Clifford Bradshaw, Lotte Lenya ca Fräulein Schneider și Joel Grey ca maestrul de ceremonii. Spectacolul original de pe Broadway a avut premiera pe 20 noiembrie 1966 și a câștigat opt din cele 11 premii Tony pentru care a fost nominalizat, inclusiv pentru cel mai bun musical și pentru cea mai bună muzică. Adaptat într-un film de Bob Fosse, el a câștigat opt premii Oscar, dar nu și premiul pentru cel mai bun film. Acesta a fost reluat de trei ori, prima dată în 1987 cu Grey reluându-și rolul său și din nou în 1998 într-o reluare de lungă durată, inițial cu Alan Cumming ca maestrul de ceremonii și Natasha Richardson ca Sally Bowles. Cea de-a treia reluare a debutat în 2014 și i-a avut în rolurile principale pe Alan Cumming și Michelle Williams.
Următorul musical la care au colaborat a avut mai puțin succes: Happy Time, regizat de Gower Champion și cu Robert Goulet în rolul principal, a fost reprezentat mai puțin de un an. Zorba, regizat de Prince, a fost jucat, de asemenea, mai puțin de un an, dar a avut mai mult succes la reluarea din 1983; și 70, Girls, 70, care a fost inițial concepută ca o producție off-Broadway, a fost oprit după 35 de spectacole.

## Moartea și moștenirea
Ebb a murit la 76 de ani în urma unui infarct la domiciliul său din New York.
La momentul morții sale, Ebb lucra, împreună cu Kander, la un nou muzical, Curtains: A Backstage Murder Mystery Musical Comedy. Proiectul îl pierduse deja pe libretistul Peter Stone, care a murit în 2003. Orchestratorul spectacolului, Michael Gibson, a murit, de asemenea, în timp ce proiectul era în curs de desfășurare. Întâmplător, spectacolul se referea la o serie de decese ce avea loc în timpul producției unui musical pe Broadway. Kander a continuat să lucreze la proiect, împreună cu un nou libretist, Rupert Holmes, scriind texte noi atunci când era necesar. Musicalul a avut premiera mondială la Teatrul Ahmanson din Los Angeles în iulie 2006 și a fost jucat pe Broadway la Teatrul Al Hirschfeld din martie 2007 până în iunie 2008.
Ebb, la fel ca și Kander, este membru al American Theater Hall of Fame, fiind inclus acolo în 1991.
A fost înmormântat în același mausoleu cu Edwin „Eddie” Aldridge (1929-1997) și Martin Cohen (1926-1995) pe malurile Sylvan Water din Cimitirul Green-Wood, un reper istoric național din Brooklyn, NY. În afară de numele și datele între care au trăit fiecare dintre cei trei, a fost cioplită pe peretele frontal al mausoleului fraza „Împreună pentru totdeauna”. Pe 14 iunie 2014, Fred Ebb a fost prezentat în primul tur cu tematică gay din Cimitirul Green-Wood. 